# Dlhá nad Váhom
Dlhá nad Váhom (maďarskyVághosszúfalu, dříve Hosszúfalu, německy Langendorf an der Waag) je obec v okrese Šaľa na Slovensku. Leží ve slovenské Podunajské nížině na levém břehu Váhu, naproti obci Kráľová nad Váhom na pravém břehu. Většina občanů je maďarské národnosti.

## Historie
Obec byla poprvé písemně zmíněna v roce 1113 v zoborských listinách jako Zumboe. Od 16. století byla v majetku ostřihomského arcibiskupství, v 16. a 17. století bylo místo několikrát obsazeno Turky. Hlavním zdrojem příjmů pro obyvatelstvo bylo zemědělství, na Váhu bylo i pár mlýnů. Do roku 1918 byla obec součástí Uherska. V letech 1938 až 1945 byla kvůli první vídeňské arbitráži součástí Maďarska.